# Krajewo-Kłódki
Krajewo-Kłódki (prononciation : [kraˈjɛvɔ ˈkwutki]) est un village polonais de la gmina de Krzynowłoga Mała dans le powiat de Przasnysz de la voïvodie de Mazovie dans le centre-est de la Pologne.
Le village compte approximativement une population de 50 habitants en 2008.

## Histoire
De 1975 à 1998, le village appartenait administrativement à la voïvodie d'Ostrołęka.